# Polizeiruf 110: Tod im Atelier
Tod im Atelier ist ein deutscher Kriminalfilm von Thorsten Näter aus dem Jahr 2009. Es ist die 303. Folge innerhalb der Filmreihe Polizeiruf 110 und der 41. Fall für Schmücke und Schneider.

## Handlung
Jakob Brehme, ein bekannter Maler, wird tot in seinem Atelier aufgefunden. Er wurde durch mehrere Stiche mit einem Malermesser getötet, was auf einen sehr kräftigen Täter oder auf großen Hass schließen lässt. Seltsam erscheint, dass es keine Abwehrspuren gibt und er sich demzufolge nicht gewehrt hatte. 
Brehme war dafür bekannt, sehr unbeherrscht gewesen zu sein, und hatte ein recht ausschweifendes Leben geführt. Den Ermittlern Schmücke und Schneider erscheint es unwahrscheinlich, dass seine Ehe darunter nicht gelitten haben sollte. Doch Ruth Brehme meint, sich mit diesem Leben arrangiert zu haben, und dass sie mit ihrem Mann glücklich war. Da ihre fünfzehnjährige Tochter Aurelia seit einigen Monaten aufgrund eines Unfalls im Rollstuhl sitzt und geistig wie auch körperlich gehandicapt ist, hält Schneider dies für ein ausreichendes Alibi, da das Mädchen ständig umsorgt werden muss. Schmücke sieht das nicht so eindeutig, doch konzentrieren sich beide zunächst auf den Hochschulkollegen des Opfers: Professor Grima. Der wurde mehrfach von dem Maler öffentlich gedemütigt und er litt darunter, künstlerisch nicht an Jakob Brehme heranzureichen.
Von Grima erhalten die Ermittler einen Hinweis auf die Kunststudentin Anja Schult, die mit ihrem Maler-Professor ein Verhältnis hatte. Schmücke sucht sie auf und erfährt, dass sie Brehme vorwirft, ihre künstlerische Methode kopiert zu haben. Dennoch habe sie ihn geliebt und hätte ihn nie töten können.
Auch der Unternehmer Kolbe könnte ein Mordmotiv haben, nachdem er ein Porträt von sich und seiner Frau bei dem berühmten Künstler in Auftrag gegeben hatte und von dem Ergebnis sehr enttäuscht war, da es nicht so ausgefallen war, wie er es sich vorgestellt hatte. Zur Tatzeit kann er aber ein Alibi vorweisen.
Schmücke findet heraus, dass Aurelias Unfall sehr wahrscheinlich ein Selbstmordversuch war. Während er dieser Spur folgt, findet Schneider belastende Indizien gegen Professor Grima. Nachdem auch noch Anja Schult tot aufgefunden wird, gerät Grima immer mehr in Bedrängnis. In die Enge getrieben gibt er zu, dass ihn die Studentin erpresst hatte, und als er sich mit ihr treffen wollte, sei sie tödlich gestürzt. Es sei eindeutig ein Unfall, er habe niemanden umgebracht, auch Brehme nicht.
Schmücke geht Aurelias Schicksal nicht aus dem Kopf. Brehme hatte seine Tochter auffallend oft gemalt, selbst ihren selbstprovozierten Unfall hat er künstlerisch verarbeitet. Doch wurden diese Bilder nie öffentlich gezeigt, da er sich wohl selbst Vorwürfe gemacht hatte. Doch die Wahrheit ist noch erschreckender. Auf der Festplatte seines Rechners finden sich Fotos, wonach ein Missbrauch Brehmes an Aurelia sehr wahrscheinlich ist, sodass dies auch der Grund für ihren Selbstmordversuch sein dürfte. Schmücke und Schneider konfrontieren Ruth Brehme mit dem Ergebnis ihrer Ermittlungen und sie räumt ein, vor kurzem dahintergekommen zu sein, was er ihrer Tochter angetan hatte. Demzufolge habe sie ihn umgebracht, weil er es nicht anders verdient habe. Schmücke sieht jedoch einige Ungereimtheiten und so stellt sich heraus, dass Aurelia in einem unbemerkten Augenblick mit dem Rollstuhl zu ihrem Vater ins Atelier gefahren war und ihn getötet hat; deshalb hatte er sich auch nicht gewehrt. Sie hatte einen Streit ihrer Eltern mit anhören müssen, und da sie zeitweise auch bewusst etwas erfassen kann, kam es zu ihrem Wutausbruch.

## Rezeption

### Einschaltquote
Die Erstausstrahlung von Tod im Atelier am 9. August 2009 wurde in Deutschland insgesamt von 6,3 Millionen Zuschauern gesehen und erreichte damit einen Marktanteil von 22,0 Prozent für Das Erste.

### Kritik
Rainer Tittelbach von tittelbach.tv meint zu diesem Krimi: „Schwarze Handschuhe, der Griff nach einem Malermesser, ein Stakkato tödlicher Stiche, Motive und Montage nach Edgar-Wallace-Art. Der neue ‚Polizeiruf‘ aus Halle kommt schnell zur Sache. 40 Sekunden bis zum Mord. Ungewohnt rasant fahren die Herren Schmücke und Schneider dann auch am Tatort vor. Sogar der ‚Look‘ von Halle hat sich verändert.“ Und er findet: „Es sind Kleinigkeiten, die einen fesseln: ein Gesichtsausdruck von Rudolf Kowalski, Dieter Montags angenehm leise Variante, den ungeliebten Chef zu spielen, oder Katharina Schüttler, die ihrer Figur ein Geheimnis mit auf den Weg gibt, das jedes Drehbuchklischee vergessen lässt. Ann-Kathrin Kramer hatte die schwierigste Rolle: Für sie schrieb Näter zu viel und zu schwachen Text. Die paradoxe Situation, in der sich die von ihr gespielte Witwe befindet, löst die Schauspielerin mit zu viel Emotion.“
Auch bei Quotenmeter urteilt Julian Miller recht verhalten und findet: „Ab und an lassen sich durchaus nette Momente finden; etwa dann, wenn sich die Figuren in durchaus passabel geschriebenen Dialogen über moderne Kunst unterhalten und dabei einige interessante Thesen aufstellen. Leider gibt es von diesen Szenen viel zu wenige, und dafür viel zu viel banale, die immer und immer wieder im Nichts enden. Interessant oder dramatisch ist in ‚Polizeiruf 110: Tod im Atelier‘ nahezu überhaupt nichts.“
Die Kritiker der Fernsehzeitschrift TV Spielfilm vergaben dagegen die bestmögliche Wertung (Daumen nach oben) und befanden, der Film sei „gut besetzt und mit Gefühl inszeniert“.